# Roman Wegl
Roman Wegl (ur. 4 maja 1964) – kazachski zapaśnik walczący w stylu klasycznym. Zajął dwunaste miejsce na mistrzostwach świata w 1995. Brązowy medalista igrzysk wschodniej Azji w 1997. Srebrny medal na mistrzostwach Azji w 1997. Trzeci w Pucharze Świata w 1995 roku.